# Grzegorz Wojtowicz
Grzegorz Wojtowicz (ur. 1 lutego 1897 w Lipicach, zm. 24 kwietnia 1983 w Cowdenbeath) – kapitan artylerii Wojska Polskiego.

## Życiorys
Urodził się 1 lutego 1897 w Lipicach, powiat drohobycki, jako syn Piotra. Uczestniczył w I wojnie światowej, u kresu której w listopadzie 1918 brał udział w obronie Lwowa podczas wojny polsko-ukraińskiej. W Wojsku Polskim został awansowany na stopień porucznika artylerii ze starszeństwem z dniem 1 czerwca 1919. W 1923, 1924 był oficerem 1 Pułk Artylerii Polowej Legionów w Warszawie. W 1928 był w składzie 3 kompanii artylerii pieszej w 3 Pułk Artylerii Ciężkiej w Wilnie. Został awansowany na stopień kapitana artylerii ze starszeństwem z dniem 1 stycznia 1929. W 1932 był oficerem 3 Dywizjonu Artylerii Pieszej w Wilnie. Służył także w 21 Pułku Artylerii Lekkiej. Według stanu z marca 1939 był kierownikiem referatu w Dowództwie Obrony Przeciwlotniczej Ministerstwa Spraw Wojskowych w Warszawie.
Po zakończeniu II wojny światowej pozostał na emigracji. Zmarł 24 kwietnia 1983 w Cowdenbeath w Szkocji.

## Ordery i odznaczenia
- Krzyż Niepodległości (16 września 1931)[11]
- Krzyż Walecznych (trzykrotnie, przed 1923)
- Złoty Krzyż Zasługi[2]
- Srebrny Krzyż Zasługi (19 marca 1931)[12]
- Medal 10 Rocznicy Wojny Niepodległościowej (Łotwa)[13]